# Koźliki (powiat białostocki)
Koźliki (biał. Козлікі) – wieś w Polsce położona w województwie podlaskim, w powiecie białostockim, w gminie Zabłudów.

## Historia
Kożliki to dawna wieś magnacka hrabstwa zabłudowskiego, która w końcu XVIII wieku położona była w powiecie grodzieńskim województwa trockiego Wielkiego Księstwa Litewskiego. 
W latach 1954–1959 wieś należała i była siedzibą władz gromady Koźliki, po jej zniesieniu w gromadzie Zabłudów. W latach 1975–1998 miejscowość należała administracyjnie do województwa białostockiego.

## Opis
W strukturach administracyjnych Cerkwi Prawosławnej w Polsce wieś podlega parafii pw. Zaśnięcia Najświętszej Marii Panny w pobliskim Zabłudowie. Natomiast wierni kościoła rzymskokatolickiego należą do parafii św. Apostołów Piotra i Pawła w Zabłudowie.
W Koźlikach występuje gwara języka białoruskiego. W 1980 r. w ramach badań dialektologicznych przeprowadzonych w Koźlikach pod kierunkiem Janusza Siatkowskiego odnotowano, że podstawowym środkiem porozumiewania się mieszkańców między sobą jest gwara białoruska. Współcześnie jednak gwara ta intensywnie zanika i jeśli jest używana to przez starsze pokolenie mieszkańców wsi.

## Urodzeni w Koźlikach
W Koźlikach urodził się Wasilij Sokołowski (1897-1968), marszałek Związku Radzieckiego.